# Brief über den »Humanismus«
Der Brief Über den Humanismus ist eine 1947 erschienene Schrift von Martin Heidegger, die überarbeitete Fassung eines Briefes von 1946 an den französischen Philosophen Jean Beaufret. Oftmals wird der Text kurz als Humanismusbrief bezeichnet.
Heidegger kritisiert in der Schrift die historischen Ausprägungen des Humanismus. Als metaphysische Bestimmungen achten sie nach Heidegger das Wesen des Menschen zu gering und reduzieren ihn stets auf etwas Seiendes. Dieser Auffassung setzt er eine Bestimmung des Menschen als ek-statisches Wesen entgegen, dessen Eigenart im Bezug zum Sein liegt.
Der Humanismusbrief ist trotz seiner Kürze ein wichtiger Text Heideggers, da er sich hier erstmals schriftlich zu seinem als Kehre bezeichneten Umdenken äußert. Außerdem finden sich bereits wesentliche Gedanken des Spätwerks in dem Text entfaltet, so die späte Seins- und Wahrheitskonzeption, der Unterschied von Dichten und Denken, die Gedanken zur Sprache und die Technikkritik.

## Entstehung
Der Text ist Heideggers erste Veröffentlichung nach 1945. Während der Abfassung des Briefes an Beaufret stand Heidegger aufgrund seines NS-Engagements während seiner Rektoratszeit und seiner Mitgliedschaft in der NSDAP vor einer Bereinigungskommission der Universität Freiburg zur politischen Reinigung des Lehrkörpers (épuration), was mit seiner Zwangspensionierung und einem Lehrverbot endete. Aufgrund seines NS-Engagements hatte außerdem sein Ansehen in der Öffentlichkeit nach Kriegsende stark gelitten. Mit dem zwei Jahre später im Druck erschienenen Brief, der auf breite Resonanz stieß, meldete sich Heidegger auf der philosophischen Bühne zurück.
Zuvor hatte Beaufret Heidegger kontaktiert und ihm drei Fragen gestellt: erstens, wie dem Wort „Humanismus“ wieder ein Sinn gegeben werden könne, zweitens, wie es um das Verhältnis von Ontologie und Ethik stehe, und letztlich, was das Element des „Abenteuers“ in der Philosophie ausmache. Der Brief hat – da er an einen Franzosen gerichtet ist – die französische Heidegger-Rezeption entscheidend beeinflusst.

## Inhalt
Philosophischer Hintergrund: Heideggers seinsgeschichtliches Denken
Der Brief ist bestimmt durch einen zentralen Gedanken Heideggers über das Wesen der Wahrheit. Heideggers Wahrheitsbegriff hat sich nach seinem Umdenken, welches er selbst als Kehre bezeichnete, gegenüber seiner frühen Philosophie in Sein und Zeit wesentlich verändert. Heidegger denkt nun Wahrheit als Unverborgenheit (Aletheia), die sich vom Sein selbst her ereignet. Wahrheit ist damit nicht mehr etwas, das der Mensch durch Anwendung von Kategorien oder durch Befolgen einer bestimmten Methodik herstellen könnte. Das Sein selbst ver- und entbirgt sich zugleich in der Unverborgenheit, so nämlich, dass sich das Sein des Seienden entbirgt und das, was ist, sich aus einer bestimmten Perspektive zeigt und sich jedoch gleichzeitig der Entbergungsprozess verbirgt, d. h. dem Menschen nicht zum Problem wird, da er sich nur beim Entborgenen aufhält. Diesen Entbergungs- und Verbergungsprozess des Seins im Ereignis nennt Heidegger die „Wahrheit des Seins.“
Heidegger denkt nun den Menschen im geschichtlichen Bezug zu diesem Prozess: Das Sein ent- und verbirgt sich in verschiedenen geschichtlichen Epochen und eröffnet damit eine Welt als sinnhafte Totalität, so wie man etwa umgangssprachlich von „der Welt der alten Griechen“ oder „der Welt der Bäuerin“ spricht. Philosophiegeschichtlich bildet sich dieser Prozess in der Metaphysik ab. So kann die durch das Sein eröffnete Welt beispielsweise eine als von Gott geschaffene sein oder, wie bei Kant, eine durch das transzendentale Subjekt ‚zusammengesetzte‘. Da Heidegger selbst das Konzept eines Subjekts ablehnt, bringen aber die Philosophen die großen metaphysischen Entwürfe nicht hervor, sondern entsprechen nur dem vom Sein her Ereignetem. Es fundiert also die „Wahrheit des Seins“ – der Entbergungsprozess im Ereignis – die metaphysischen Bestimmungen des Sein des Seienden. Weil aber die Metaphysik lediglich das Sein des Seienden bestimmt, kann sie diesen Fundierungszusammenhang nicht in den Blick bringen; sie vergisst, dass für jede Bestimmung des Seienden dieses zunächst in der Unverborgenheit angekommen sein muss. Für Heidegger ist daher die Metaphysik seinsvergessen. Dies ist sie jedoch nicht aus einer Verfehlung des Menschen heraus, sondern weil sich das Sein, wenn es sich zeigt, so zeigt, dass der Entbergungsprozess selbst verborgen bleibt. Mit anderen Worten: der Mensch hält sich stets schon beim Seienden auf, ohne dass ihm deshalb zum Problem wird, warum dies überhaupt ist.
Für Heidegger ist diese Seinsvergessenheit wesentlich für das gesamte abendländische Denken in Form der Metaphysik. Die Geschichte der Metaphysik, die durch den niemals explizit gewordenen Grund der Wahrheit des Seins bestimmt ist, nennt Heidegger Seinsgeschichte. Sie ist geprägt von verschiedenen Epochen, in denen die Metaphysik nach dem Sein des Seienden gefragt und das Sein als oberstes und göttliches Seiendes bestimmt hat. Dagegen versucht Heidegger, das Sein vom Ereignis her zu denken. Das Sein soll jetzt nicht mehr verdinglicht vor-gestellt werden, sondern ursprünglich als es selbst vor jeder Auslegung erfahren werden.

### Kritik am »Humanismus«
Heidegger setzt schon im Titel den »Humanismus« in Redezeichen. Dies soll signalisieren, dass sich seine Kritik nicht auf einen allgemeinen, sich für den Menschen einsetzenden Humanismus bezieht, sondern auf die konkreten historischen Ausprägungen des Humanismus, für welche Heidegger den christlichen, Sartreschen und Marxschen Humanismus anführt. Unter zwei Gesichtspunkten kritisiert Heidegger diese Formen des »Humanismus«: Zum einen gehen allen ihren Bestimmungen des Menschen verschiedene metaphysische Grundannahmen über die Natur, die Geschichte oder den Weltgrund voraus, von der aus sie dann nachträglich die humanitas auslegen. So setzt zum Beispiel die Bestimmung des Menschen als animal rationale, also als vernünftiges Lebewesen, ein Verständnis von „Leben“ und „Natur“ schon voraus. Zum anderen kann das Wesen des Menschen nach Heidegger nicht durch eine Zusammenstückung von animal und ratio bestimmt werden. Insofern jedem »Humanismus« eine solche metaphysische Grundannahme vorausgeht, die das Wesen des Menschen auf etwas Seiendes zurückführt, bezeichnet für Heidegger »Humanismus« das Menschenbild der Metaphysik. Wegen der Rückführung auf etwas Seiendes achtet für Heidegger ein solches Menschenbild das Wesen des Menschen zu gering.
Ein anderer Kritikpunkt Heideggers, der im Humanismusbrief nur anklingt, betrifft die seiner Meinung nach dem »Humanismus« innewohnende Anthropozentrik, wie er ausführlich auf sie in Platons Lehre von der Wahrheit eingeht: „Hiernach meint »Humanismus« den mit Beginn, mit der Entfaltung und mit dem Ende der Metaphysik zusammengeschlossenen Vorgang, dass der Mensch nach je verschiedenen Hinsichten, jedes mal aber wissentlich in eine Mitte des Seienden rückt.“ Offensichtlich ist dies vor allem für den neuzeitlichen Subjektivismus seit Descartes. Den Grund hierfür sieht Heidegger darin, dass die Metaphysik die „Wahrheit des Seins“ nicht bedenkt, also den Ort der Wahrheit als die Lichtung des Seins selbst nicht sieht und stattdessen den Menschen in diesen Ort einsetzt.

### Ek-sistenz
Heidegger stellt der metaphysischen Bestimmung des Menschen im »Humanismus« seine Auslegung des Wesens des Menschen als Ek-sistenz entgegen. Hierzu beginnt Heidegger mit einer Bemerkung über den Charakter des Denkens. Er hält fest, dass nicht nur das theoretische und auf einen Nutzen gerichtete Denken und Bewirken sich für den Menschen einsetzen kann, sondern auch dasjenige Denken, welches er als „Denken des Seins“ bezeichnet.
Der Genitiv in „Denken des Seins“ enthält eine von Heidegger beabsichtigte Doppelbedeutung: In der ersten Bedeutung meint die Wendung, dass das Denken sich der „Wahrheit des Seins“ widmet. Die zweite Bedeutung des Genitivs bezieht sich darauf, dass das Denken dem Sein „gehört“, weil es sich eben vom Sein her ereignet. Der Mensch kann nicht einfach ‚drauf los denken‘ und damit Wahrheit an den Tag fördern, sondern er muss entsprechend dieser Doppelbeziehung sich denkend für das vom Sein her Ereignete offen halten. So ist zum Beispiel Heidegger selbst für die Erkenntnis, dass sich das Sein ereignet, darauf angewiesen, dass die Metaphysik im Laufe ihrer Geschichte verschiedene Bestimmungen der Welt hervorbrachte. Wenn Heidegger also seine Spätphilosophie an der geschichtlichen Schwelle des Endes der Metaphysik sieht, dann ist dies nur durch die vorangegangene Geistestradition möglich. Die Überwindung der Metaphysik ist daher nichts, das sich Heidegger als Verdienst anrechnet, sondern sie ereignet sich für ihn vom Sein selbst her.
Was den Menschen wesentlich bestimmt, ist für Heidegger daher der Bezug des Menschen zum Sein. Der Mensch lebt in einer sich in den verschiedenen Epochen der Seinsgeschichte ereignenden Welt. Die Welt ist dabei nicht die Summe alles Seienden, sondern ein Bedeutungsganzes, in dessen Licht erst einzelne Dinge in der Welt erscheinen. Was den Menschen nach Heidegger bestimmt, ist dabei nicht diese oder jene konkrete Welt, sondern dass er in einer Welt lebt. Heidegger betont, dass biologische, gesellschaftliche oder andere Bestimmungen des Menschen nicht falsch sind. Sie treffen für ihn jedoch nicht das Wesen des Menschen, da sie nur einen bestimmten Aspekt der Welt herausgreifen, an den sie die Bestimmung des Menschen koppeln. Wenn Heidegger also die biologische Bestimmung des Menschen als Lebewesen für richtig hält, das Wesen des Menschen jedoch durch die Wahrheit des Seins bestimmt sieht, dann zeigt sich hier auch, dass für Heidegger richtig nicht wahr sein muss.
Den Charakter des Bezugs des Menschen zu dem was ist, zum Sein, zur Welt fasst Heidegger als das Stehen in die Lichtung des Seins. Dieses Stehen ist für Heidegger ein hinaus-stehen, eine Ek-sistenz (griech.: ek-stasis hinaus-stehen). Es ist ein Hinausstehen, das nicht als ein Heraus aus einem Innen missverstanden werden darf. Die Opposition Außen/Innen geht auf ein von Heidegger abgelehntes Subjektdenken zurück. Das Herausstehen ist jedoch immer schon gegeben, der Mensch muss nicht erst von einem Innen in die Außenwelt kommen. In diesem Hinausstehen in die Lichtung wird der Mensch immer schon vom Sein angegangen. Dies macht für Heidegger den Wesensunterschied zum Tier aus: Zwar orientiert sich auch das Tier in seiner unmittelbaren Umgebung, aber es hat keine Welt und greift daher nicht über seine Umgebung hinaus. Es kann wegen dieser Weltarmut nicht vom Sein angegangen werden. Der Mensch hingegen ist sogar auf das Sein angewiesen, damit er in sein Wesen findet: „So kommt es bei der Bestimmung der Menschlichkeit des Menschen […] darauf an, dass nicht der Mensch das Wesentliche ist, sondern das Sein.“ Man könnte sagen, der Mensch ist wie ein leeres Gefäß, welches das Sein erst auffüllen muss und welches ihn immer schon erfüllt hat.
Für Heidegger ist der Mensch damit keine „Aufgabe“, welche durch die „Bearbeitung“ mittels eines überlieferten und noch kommenden Kultur- und Bildungskanons zu bewältigen wäre: „Nötig ist in der jetzigen Weltnot: weniger Philosophie [d.h. Metaphysik], aber mehr Achtsamkeit des Denkens; weniger Literatur, aber mehr Pflege des Buchstabens.“ Die Eigenart des Menschen, nämlich der Bezug zum Sein, bestimmt ihn von je her, gleichwohl ist es nötig, diesen zu denken. Der Mensch müsse erst „in sein Wesen finden“. Weil Hölderlin sich auf die vor jedem Bildungskanon liegende Bestimmung des Menschen bezogen habe, vertrete dieser einen wesentlich anderen Humanismus als Goethe oder Schiller.
Das ek-statische Hinausstehen des Menschen ist jedoch in erster Linie nicht durch die vernünftig-begriffliche Erfassung einzelnes Seienden bestimmt. Heidegger sieht stattdessen das, was uns im Umgang mit der Welt grundlegend be-stimmt, in der Stimmung. Die Stimmung geht allem Bezug auf einzelne Dinge in der Welt voraus. Sie wird auch nicht durch eine einzelne innerweltliche Sache erregt, sondern ist immer schon vor- und mitgängig, wenn wir uns auf etwas beziehen. Die Grundstimmung ist aber keine innerliche Einstellung des Subjekts, sondern ist selbst wesentlich im Bezug zur Welt bestimmt, da der Mensch als ek-statischer immer schon ‚draußen ist‘. Sie ist eine Totalempfindung, die auch einzelnen Sinnesdaten vorausgeht. Daher lehnt es Heidegger auch ab, den menschlichen Leib in einer rein biologischen Auffassung mit dem tierischen gleichzusetzen: „Der Leib des Menschen ist etwas wesentlich anderes als ein tierischer Organismus.“ Weil der Mensch als ek-statisches Wesen durch seinen Weltbezug „gestimmt“ ist, werden auch Sinnesdaten stets in diese Stimmung eingetaucht: Der Mensch empfängt keine „Rohdaten“, wie etwa primitive tierische Organismen. So wie es abhängig von der Situation ist, ob wir Schmerz als qualvoll oder lustvoll empfinden, so geht die Grundstimmung jeglichem Einzelerlebnis voraus. Sie ragt ihrem Ursprung nach jedoch in unseren kulturellen und geschichtlichen Hintergrund hinein und ist daher breiter und tiefer als die Stimmung in einer Situation.

### Ethik und Ontologie
Heidegger antwortet in dem Brief ausführlich auf Beaufrets Frage nach dem Verhältnis von Ontologie – von der Beaufret meint, sie sei Heideggers philosophisches Hauptanliegen – zur Ethik. Heidegger weist diese Frage zunächst insoweit zurück, dass er keine Ontologie betreibe und daher auch nicht auf das Verhältnis von Ontologie und Ethik eingehen könne. So möchte er das Seinsdenken nicht mehr als Ontologie verstanden wissen, da letztere nur das Sein des Seienden betrachte, aber nicht bedenke, dass der Mensch in jeder seinsgeschichtlichen Epoche anders vom Sein angegangen werde.
Damit wird auch ersichtlich, warum er sich nicht zur Ethik äußern kann, solange diese ein verbindliches System von Regeln darüber aufstellt, wie der Mensch handeln soll. Solche übergreifenden Regeln würden sich mit der Unterschiedlichkeit der seinsgeschichtlichen Epochen nicht vertragen. Des Weiteren steht Heidegger der Idee von „Werten“, aus denen sich solche Regeln ergeben würden, kritisch gegenüber. Dies daher, „daß eben durch die Kennzeichnung von etwas als »Wert« das so Gewertete seiner Würde beraubt wird. Das besagt: durch die Einschätzung von etwas als Wert wird das Gewertete nur als Gegenstand für die Schätzung des Menschen zugelassen.“ Damit ist allein der Akt des Wertens ein Setzen der Subjektivität, auf welche letztendlich der Wert zurückgeführt wird. Setzte man zum Beispiel Gott als höchsten Wert an, so wäre dies für Heidegger die höchste Blasphemie. In Werten zu denken ist stets ein Akt der Subjektivierung und entspricht einem selbstherrlichen Anordnen der Welt nach menschlichen Maßstäben.

### Heimatlosigkeit
Heideggers Kritik der Ethik und der Werte läuft auf eine Ablehnung aller vom Menschen ‚gemachten‘ Ethik hinaus und steht damit fast jeder philosophischen Konzeption seit der Antike entgegen. Indem Heidegger außerdem die Ethik als Disziplin auf Platon zurückführt und sie der Seinsvergessenheit zeiht, bestimmt er alle Projekte der abendländischen Ethik als durch diese Seinsvergessenheit geprägt. Allerdings setzt er ihr durch den Rückgang auf Heraklits vorplatonisches Denken eine Bestimmung als Ethos (ἦθος) entgegen. Dieses Ethos versteht Heidegger als Aufenthalt und Ort des Wohnens.
In seinem Weltaufenthalt wird der Mensch vom Sein angegangen. Die Wahrheit des Seins ist dabei die Bedingung der Möglichkeit dafür, dass überhaupt sich Gesetze und Regeln einstellen: „Nur sofern der Mensch, in der Wahrheit des Seins ek-sistierend, diesem gehört, kann aus dem Sein selbst die Zuweisung derjenigen Weisungen kommen, die für den Menschen Gesetz und Regel werden müssen.“ Vom Sein selbst her eröffnet sich also eine Welt als Bedeutungsganzheit, in der dann erst durch den Menschen die konkreten Regeln und Gesetze aufgestellt werden. Wahren Halt kann der Mensch jedoch nicht in seinen eigenen Gesetzen finden, sondern er ist darauf angewiesen, dass das Sein selbst ihn „in die Hut nimmt.“
Das gegenwärtige Weltzeitalter sieht Heidegger jedoch gerade durch die Seinsverlassenheit geprägt. Ihr Merkmal ist der neuzeitliche Subjektivismus, der alles nur auf sich hin interpretiert, den Menschen in die Mitte alles Seienden setzt und ihn zur Herrschaft über das Seiende ermächtigt. Dieser Zustand ist für Heidegger wesentlich seinsgeschichtlich bedingt und lässt sich zuletzt an Nietzsche ablesen, der trotz seiner Suche nach einem Ausweg nur vermochte, die metaphysischen Sätze umzukehren – ohne sie jedoch zu überwinden. Eine tatsächliche Überwindung dieser Heimatlosigkeit kann sich für Heidegger nur vom Sein selbst her ereignen. Sie wird darin bestehen müssen, die Wahrheit des Seins zu bedenken, also den geschichtlichen Bezug des Menschen zum Sein in den Blick zu bekommen. Durch den Bezug des Menschen zum Sein gelänge diesem die Einkehr in sein Wesen, wodurch ihm ein Wohnen gewährt wäre. Dies böte einen Halt, der jenseits der Kontingenz menschengemachter Gesetze läge.

### Sprache
Kann der Mensch Halt nicht herstellen, da alles vom Menschen selbst Hergestellte dem Verdacht der Willkür ausgeliefert ist, so ist er darauf angewiesen, dass das Sein – indem es im Haus der Sprache wohnt – auch diesem das Wohnen gewährt.
Heidegger möchte damit zum Ausdruck bringen, dass wenngleich sich in allen seinsgeschichtlichen Epochen eine vollkommen andere Welt als Bedeutungsganzheit eröffnet, es doch zum Wesen des Menschen gehört, dass er in einer solchen Welt lebt. Dabei kommen die sinnhaften Bezüge der jeweiligen Welt in der Sprache zum Ausdruck, das Sein ‚wohnt‘ im Haus der Sprache („Vielmehr ist die Sprache das Haus des Seins“). Dabei ist es der primär sprachliche Weltbezug, der den Menschen als Menschen charakterisiert. So ist es nämlich nicht die sinnliche Wahrnehmung von bloß vorhandenen Dingen, durch die sich der Mensch auf die Welt bezieht; denn was die Welt als Welt charakterisiert sind die sinnhaften Bezüge in ihr, die Bedeutungen in ihr und die Bedeutsamkeit für einen selbst. Auf Bedeutung und Bedeutsamkeit aber bezieht sich der Mensch sprachlich. Sie sind das, was das Wohnen des Menschen ausmacht. Da sie sich nur in der Sprache ausdrücken, ist der Mensch für seinen Weltaufenthalt auf die Sprache angewiesen.
Heidegger macht eine solche Auffassung von Sprache vor allem gegen die Ansicht geltend, Sprache sei ein bloßes Mittel zur Informationsübertragung. Die Sprache lediglich als Vermittlung von Informationen aufzufassen, ging für Heidegger unmittelbar auf den neuzeitlichen Subjektivismus zurück, der als einzige übrig gebliebene Bedeutung in der Welt die Verwendbarkeit des Seienden für das Subjekt sieht. Durch diese Herrschaft der metaphysischen Subjektivität „gerät die Sprache in den Dienst des Vermittelns der Verkehrswege, auf denen sich die Vergegenständlichung als die gleichförmige Zugänglichkeit von Allem für Alle unter Missachtung jeder Grenze ausbreitet.“
Eine solche Welt ist – weil sie nur noch das Subjekt als letzten Bezugspunkt sieht – arm an Bedeutung und Bezügen. Dies drückt sich für Heidegger im Sprachverfall aus. Zugleich ist dem Menschen das Wohnen in dieser kargen Welt verwehrt. Heidegger sieht seine denkerischen Bemühungen als möglichen Anfang einer Überwindung dieses Zustands. So verstanden begreift er seinen Anti-»Humanismus« als tatsächlichen Einsatz für den Menschen. Diese Aufgabe ist vor allem von den Dichtern und Denkern zu übernehmen, wie sie Heidegger in seinem Zwiegespräch mit Hölderlin entwickelt. Dabei kommt für Heidegger in der Dichtung ein „vor-denkerischer“ Bezug zur Heimatlosigkeit zur Sprache, den der Denker dadurch beantwortet, dass er diesen z. B. in Form der Seinsgeschichte zu denken versucht.

### Selbstinterpretation nach der Kehre
Heidegger führt in dem Brief einige der in „Sein und Zeit“ verwendeten Begriffe an und interpretiert sie aus der Perspektive seines Denkens nach der Kehre. So interpretierte Heidegger zum Beispiel die Geworfenheit nicht mehr als den faktischen kulturellen Hintergrund, in den ein Mensch ohne seine Entscheidung „hineingeworfen“ wurde und aus dem her ihn kontingente Stimmungen überfallen. Geworfenheit soll nun in „Sein und Zeit“ schon meinen, dass der Mensch in die Lichtung des Seins geworfen wurde und daher sein Wesen durch den Bezug des Seins bestimmt ist. Auch die Stimmung stammt nun aus dem Wurf des Seins selbst.
Auch vom Entwurf sagt Heidegger nun, dass dieser nur verstanden werden kann als das Offenhalten für das Sein. Der Entwurf ist außerdem nicht mehr Leistung der Person, sondern er ereignet sich vom Sein selbst her. Nicht mehr der Mensch entdeckt im Entwurf das Sein des Seienden, sondern der Entwurf ist der Ort an dem sich das Sein von sich selbst her dem Menschen lichtet. In „Sein und Zeit“ war der Entwurf hingegen die Leistung einer Person, die sich nicht mehr auf öffentliche Sinnangebote blind verlässt, sondern sich ihre Vergangenheit aneignet und im Hinblick auf ihre Endlichkeit diejenigen Möglichkeiten ergreift, welche im Rahmen ihres Lebenszusammenhangs für sie selbst sinnvoll erscheinen.
Etwas vorsichtig ließe sich zusammenfassend sagen, dass in Heideggers Spätwerk die Handlungskompetenz und Aktivität des Menschen stark eingeschränkt wird und dieser mehr durch Sein, Geworfenheit und Ek-sistenz bestimmt wird, denen gegenüber er sich lediglich passiv als Hirt des Seins verhalten kann. Das Problem einer solchen Beschreibung liegt darin, dass sie in einem Denkmuster bleibt, welches jegliches Geschehen als die Aktivität eines Subjekts gegenüber einem passiven Objekt begreift. Sie vertauscht sozusagen nur den aktiven und passiven Part zwischen Mensch und Sein. Gerade ein solches Grundverhältnis von Aktivität und Passivität möchte Heidegger jedoch durch sein Denken überwinden. Er versucht daher das Vermögen zu Denken weder Mensch noch Sein zuzuschreiben, sondern dem Mögen. Dabei wehrt er sich gegen die metaphysische Bestimmung, welche zwischen Möglichem und Wirklichem (als die potentia und den actus bzw. essentia und die existentia) unterscheidet: „Wenn ich von der »Stillen Kraft des Möglichen« spreche, meine ich nicht das possibile einer nur vorgestellten possibilitas […]“ Sein, Mensch und Wahrheit sind also als gemeinsames, gleichzeitiges Geschehen zu denken. Heideggers Denken kennt keinen singulären Quellpunkt der Aktivität.
Die vorgenommenen Interpretationen sind jedoch keine erläuternden Interpretationen, sondern umdeutende. Dies hat in der Heidegger-Rezeption eine breite Forschungsdebatte über das richtige Verständnis dieser Selbstinterpretation und über die Motive Heideggers entfacht. Heidegger selbst behauptet nicht, dass die Begriffe schon zur Zeit der Abfassung von „Sein und Zeit“ im Sinne dieser Umdeutung gemeint waren. Vielmehr verweist er auf den dritten Teil von „Sein und Zeit“, der nicht veröffentlicht wurde. In diesem hätte sich, so Heidegger, vielleicht die Kehre von der Fundamentalontologie (in der das Sein das transcendens (der ‚Verständnishorizont‘) war, das jeglichem Seienden voraus- und mitgehend ist) hin zu einem Denken der Wahrheit des Seins vollzogen: „Ob jedoch die Bestimmung des Seins als des schlichten transcendens schon das einfache Wesen der Wahrheit des Seins nennt, das und das allein ist doch allererst die Frage für ein Denken, das versucht, die Wahrheit des Seins zu denken.“
Betrachtet man den ursprünglichen Plan von „Sein und Zeit“, so scheint allerdings fraglich, ob im dritten Teil tatsächlich eine Kehre vom transzendenten Sein hin zum Sein als sich im Ereignis ver- und entbergendes stattgefunden hätte. Denn laut Plan war der dritte Teil der „Explikation der Zeit als Horizont des Seinsverständnisses aus der Zeitlichkeit“ gewidmet. Damit bleibt aber das Sein an das Seinsverständnis des Daseins und dessen Zeitlichkeit gebunden. Es erscheint somit unplausibel, dass Heidegger im dritten Teil tatsächlich die Kehre vollzogen hätte. Allerdings sollte Heideggers Selbstinterpretation nicht vorschnell als gewaltsame Umdeutung angesehen werden, sondern vielmehr als von dem Bedürfnis getragen, das eigene Denken in seiner inneren Notwendigkeit zu verstehen. Heidegger schreibt daher im Humanismusbrief auch nicht, dass die Begriffe bereits entsprechend der nun erfolgten Umdeutung konzipiert waren, sondern dass „Sein und Zeit“ aus der Erfahrung der Seinsvergessenheit heraus geschrieben wurde. Die Selbstinterpretation stellt damit auch den Versuch dar, seinen früheren Ansatz jenseits der damaligen systematischen und programmatischen Konzeption zu verstehen und dessen darunter liegende Stoßrichtung freizulegen.

## Kritik
Kritisiert wird vor allem Heideggers Diagnose der Moderne als Ganzes in dem Sinne, dass alles, was dieses Zeitalter ausmachte, die Seinsvergessenheit wäre. In diesem Zusammenhang scheinen auch seine Wege aus der Seinsvergessenheit häufig eher wie ein Rückgang hinter die Moderne in eine anti-technische, anti-zivilisatorische und anti-rationale Richtung zu führen.
Heideggers Versuch, eine „ursprüngliche Ethik“ als Ethos zu etablieren, wurde vor allem von Jürgen Habermas kritisiert. Wenn der Nomos, die Gesetze, vom Sein selbst her zugeschickt (ereignet) werden, bleibt kaum Raum für Auto-nomie, also Eigen-gesetzlichkeit des menschlichen Handelns: „[So] löst er [Heidegger] überhaupt seine Handlungen und Aussagen von sich als empirischer Person ab und attributiert sie einem nicht zu verantwortenden Schicksal.“ Allerdings wehrte sich Heidegger schon im Humanismusbrief dagegen, solche „Konsequenzen“ aus seinem Denken zu ziehen: „Weil in all dem Genannten überall gegen das gesprochen wird, was der Menschheit als hoch und heilig gilt, lehrt diese Philosophie einen verantwortungslosen und zerstörerischen »Nihilismus«. […] Was geht hier vor? Was […] gegen das Genannte spricht, nimmt man sogleich als dessen Verneinung und diese als das »Negative« im Sinne des Destruktiven.“

## Wirkung und Rezeption
Heideggers Text wurde in Deutschland nur zögerlich aufgenommen. Er stieß jedoch bei den französischen Philosophen auf breites Interesse und ließ Heidegger dort in kurzer Zeit zu einem der wichtigsten Denker aufsteigen. Dabei lassen sich zwei Phasen der Heidegger-Rezeption ausmachen:
Die erste Phase ist geprägt durch Sartres Interpretation von „Sein und Zeit“. Dieser interpretierte in „Der Existenzialismus ist ein Humanismus“ von 1946 Heideggers Philosophie dahingehend, dass „die Existenz dem Wesen vorausgeht.“ Dies hätte die völlige Freiheit des Menschen zur Folge. Allerdings erweist sich diese Interpretation schon für „Sein und Zeit“ als unzutreffend, versucht Heidegger doch mit den Existenzialien Grundstrukturen des Menschseins auszumachen, die diesen so grundlegend bestimmen, dass er nicht frei über sie verfügen kann. Für Sartre hingegen ist die Freiheit eine Wesenszug des Daseins selbst, der Mensch sei "verurteilt zur Freiheit".
Der 1947 in Teilen und 1953 gänzlich übersetzte Humanismusbrief leitete in Frankreich dann die zweite Phase der Heidegger-Rezeption ein. Durch die von Heidegger im Brief vorgenommene Uminterpretation der Existenzialien ist nun außerdem die Perspektive auf „Sein und Zeit“ eine andere und wird sogar zur bestimmenden Interpretation. Da Heidegger nun die menschliche Autonomie auf ein Minimum einschränkt, steht er außerdem in noch schärferem Kontrast zu Sartres Form des Existenzialismus. Lacan, Foucault, Lyotard und Derrida knüpfen an Heideggers post-humanistisches und post-metaphysisches Denken an. Dabei rücken sie weniger die ethische Dimension in den Vordergrund als vielmehr die Subjekt- und Vernunftkritik.
Peter Sloterdijk hat in einer 1999 gehaltenen Rede mit dem Titel „Regeln für den Menschenpark“ Heideggers Brief wieder aufgegriffen. Für Sloterdijk ist der Humanismus seit Platon vor allem ein literarisches, also durch Schriften und Bücher kommuniziertes Phänomen. Der Humanismus sollte den Menschen in eine bestimmte Richtung formen, ihn "züchten" und "zähmen". Während für Heidegger der Humanismus lediglich einer Verbrämung der Weltherrschaft unter der Überschrift eines Amerikanismus, Bolschewismus oder Faschismus diente (Regeln für den Menschenpark, Suhrkamp 1999, Seite 31), sieht Sloterdijk die Gefahr des Endes des literarischen Humanismus als einer Utopie, eines Versuchs der Menschenformung (Regeln …, S. 58). Dabei stellte er in einem Satz (Regeln …, S. 46) die Frage, ob Gentechnologie auf den Menschen anwendbar sein könne, was eine lang anhaltende öffentliche Debatte zur Folge hatte, in der auf die eigentliche Thematik der Rede, den literarischen Humanismus und die Auseinandersetzung mit Heideggers Brief von 1946 kaum eingegangen wurde. Für Sloterdijk symbolisiert genau das den von ihm beschriebenen Untergang des literarischen Humanismus: An dessen Stelle ist der Boulevard-Journalismus getreten, Denunziation statt Verständnis, Erregungsproduktion statt Information (Regeln …, S. 57–59).

### Primärliteratur
Der Text des Humanismusbriefs findet sich in Band 9 (Wegmarken) der Heidegger-Gesamtausgabe. Andere Ausgaben:
- Martin Heidegger: Über den Humanismus. Klostermann, Frankfurt am Main 2000, ISBN 978-3465030690
- Martin Heidegger: Wegmarken. Klostermann, Frankfurt am Main 2004, ISBN 978-3465033707
- Martin Heidegger: Platons Lehre von der Wahrheit. Francke, Bern 1947 (Hg. Ernst Grassi)

### Sekundärliteratur
- Henri Cousineau: Humanism and Ethics. An Introduction to Heidegger's Letter on Humanism with a critical Bibliography. Louvain/Paris 1972.
- Byung-Chul Han: Heideggers Herz. Zum Begriff der Stimmung bei Martin Heidegger. Wilhelm Fink, München 1996, ISBN 978-3770531066.
- Friedrich-Wilhelm von Hermann: Die Selbstinterpretation Martin Heideggers. Meisenheim am Glan 1964.
- Josef Kreiml: Zwei Auffassungen des Ethischen bei Heidegger. Ein Vergleich von „Sein und Zeit“ mit dem „Brief über den Humanismus“. Regensburg 1987.
- Dirk Mende: »Brief über den ›Humanismus‹« Zu den Metaphern der späten Seinsphilosophie. In Dieter Thomä (Hrsg.): Heidegger Handbuch. Metzler Verlag, Stuttgart 2003, S. 247ff.
- Bruno Pinchard (Hrsg.): Heidegger et la question de l'humanisme : faits, concepts, débats. Presses Universitaires de France, Paris 2005, ISBN 2-13-054784-2.
- Tom Rockmore: Heidegger and French Philosophy. Humanism, Antihumanism, and Being. London/New York 1995; dt. Übersetzung: Heidegger und die französische Philosophie. Lüneburg 2000.
- Peter Sloterdijk: Regeln für den Menschenpark. Ein Antwortschreiben zu Heideggers Brief über den Humanismus. Suhrkamp Verlag, Frankfurt am Main 1999, ISBN 978-3518065822.
- Günther Witzany: „Transzendentalpragmatik und Ek-sistenz.“ Die Blaue Eule, Essen, 1991, ISBN 3-89206-317-6.
- Bastian Zimmermann: Die Offenbarung des Unverfügbaren und die Würde des Fragens. Ethische Dimensionen der Philosophie Martin Heideggers. London 2010, ISBN 978-1-84790-037-1.